# Vita Hludovici

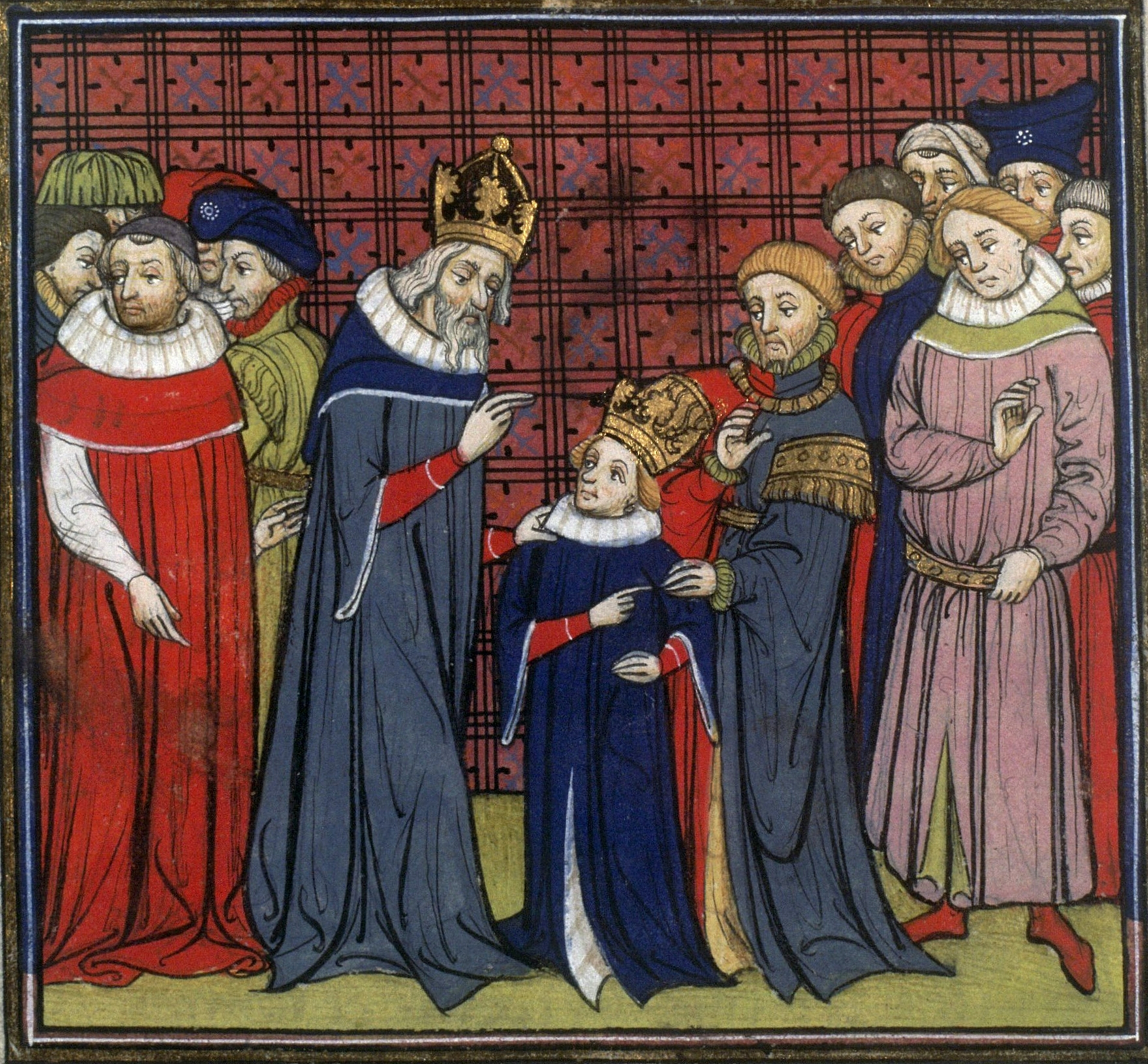
Charlemagne sacre Louis le Pieux.

Vita Hludovici ou Vita Hludovici Imperatoris est une biographie anonyme de Louis le Pieux, empereur d'Occident et roi des Francs de 814 à 840. 

## Historique
Elle fut écrite vers 840, après la mort de Louis le Pieux, par un anonyme que les chercheurs ont à la longue baptisé l'« Astronome » en raison de l'intérêt qu'il porte aux phénomènes astronomiques qui lui sont contemporains (par exemple, la comète de Halley). 

## Édition
- « Vie de Louis le Débonnaire, par l'Anonyme dit l'Astronome », sur remacle.org, site de l'Antiquité grecque et latine et du Moyen Âge (consulté le 29 mars 2018), Texte numérisé et mis en page par François-Dominique Fournier et notice par François Guizot.